# Hans Feit

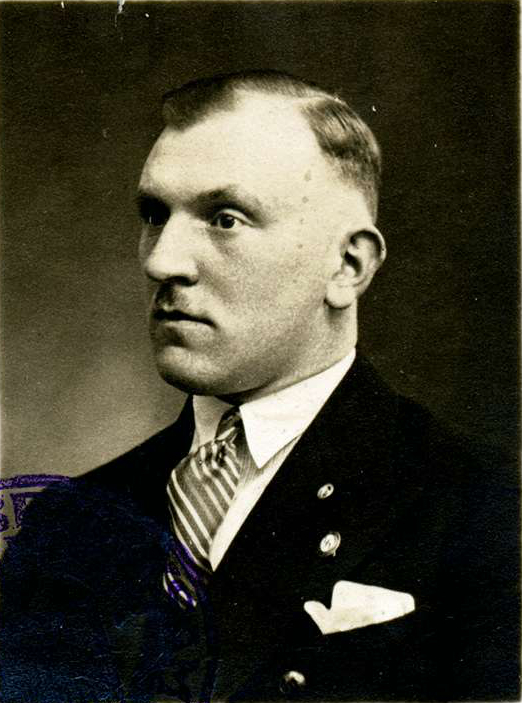
Hans Feit

Hans Otto Feit (* 12. Juni 1904 in Mannheim; † nach 1940) war ein deutscher Politiker (NSDAP).

## Leben
Feit war von Beruf Techniker und lebte in Mannheim. Er trat zum 1. August 1929 in die NSDAP ein (Mitgliedsnummer 208.299) und wurde 1933 in der 5. Wahlperiode Mitglied des Landtages der Republik Baden. Auf dem Wahlvorschlag zur Reichstagswahl am 12. November 1933 kandidierte er für die NSDAP (Hitlerbewegung) auf dem Listenplatz Nr. 552, zog aber nicht in den bereits nationalsozialistischen Reichstag ein.
Feit saß dem Fachamt „Deutscher Handel“ und „Fremdenverkehr“ der DAF in Berlin sowie dem Amt „Handel“ der NSDAP-Reichsleitung vor und gehörte der Akademie für Deutsches Recht an.